# Silistraru
Silistraru – wieś w Rumunii, w okręgu Braiła, w gminie Traian. W 2011 roku liczyła 800 mieszkańców.